# Plattberg
Le Plattberg est une montagne qui s'élève à 2 247 m d'altitude dans les Alpes d'Ammergau, en Autriche.